# Macklemore
Ben Haggerty (sinh ngày 19 tháng 6 năm 1983), được biết đến hơn với nghệ danh Macklemore (/ˈmæk.ləˌmɔːr/ mak-lə-mor) (trước đây là Professor Macklemore), là một nghệ sĩ hip hop người Mỹ. Anh bắt đầu hoạt động âm nhạc độc lập từ năm 2000 và cộng tác với nhiều người, trong đó có nhà sản xuất Ryan Lewis. Năm 2012, The Heist, album đầu tay của Macklemore và Ryan Lewis đã đạt thứ 2 trên bảng xếp hạng Billboard 200 của Mỹ. Tuy nhiên, mãi cho đến đĩa đơn "Thrift Shop" đạt quán quân 6 tuần liên tiếp trên Billboard Hot 100 và đạt trên 350 triệu lượt xem trên Youtube vào năm 2013 thì tên tuổi hai người mới thực sự gây chú ý. Đĩa đơn "Can't Hold Us" của nhóm cũng giành vị trí thứ nhất trên Hot 100 tiếp nối sự thành công của "Thrift Shop". Một bài hát khác của họ mang tên "Same Love" nói về hôn nhân đồng giới cũng đang gây chú ý.

## Danh sách đĩa nhạc
- The Language of My World (2005)
- The Heist (hợp tác với Ryan Lewis) (2012)
- This Unruly Mess I've Made (hợp tác với Ryan Lewis) (2016)
- Gemini (2017)
- Ben (2023)

## Bảng xếp hạng
| Ngày phát hành      | Tên       | Hãng đĩa   | Vị trí cao nhất trên US Billboard 200 | Doanh số     |
| 9 tháng 10 năm 2012 | The Heist | Macklemore | 2                                     | 913.000 (Mỹ) |